# Craibiodendron

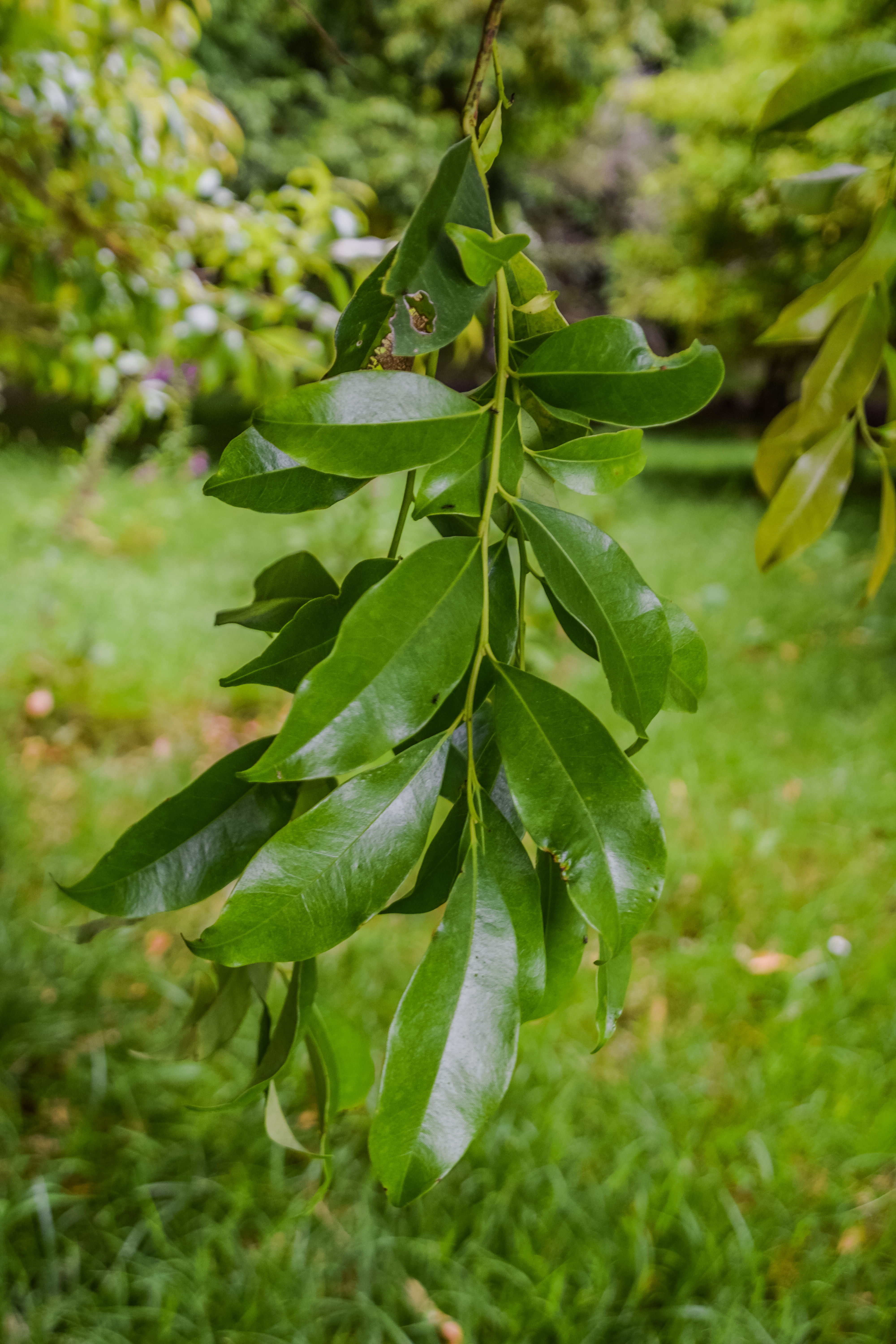
Větévka Craibiodendron yunnanense

Craibiodendron je rod rostlin z čeledi vřesovcovité. Jsou to stálezelené keře a stromy s kožovitými, celokrajnými listy. Květy jsou drobné, pětičetné, s trubkovitou, zvonkovitou nebo nálevkovitou, dužnatou korunou, uspořádané v úžlabních latovitých nebo hroznovitých květenstvích. Semeník je svrchní, s mnoha vajíčky. Plodem je zploštěle kulovitá tobolka obsahující velká křídlatá semena.
Rod zahrnuje 5 druhů a je rozšířen výhradně v Asii v oblasti od východního Himálaje a Tibetu po východní Čínu a Indočínu.